# Hylotelephium telephium
La borracina maggiore (Hylotelephium telephium (L.) H.Ohba, 1977) è una pianta perenne appartenente alla famiglia delle Crassulacee.

## Descrizione

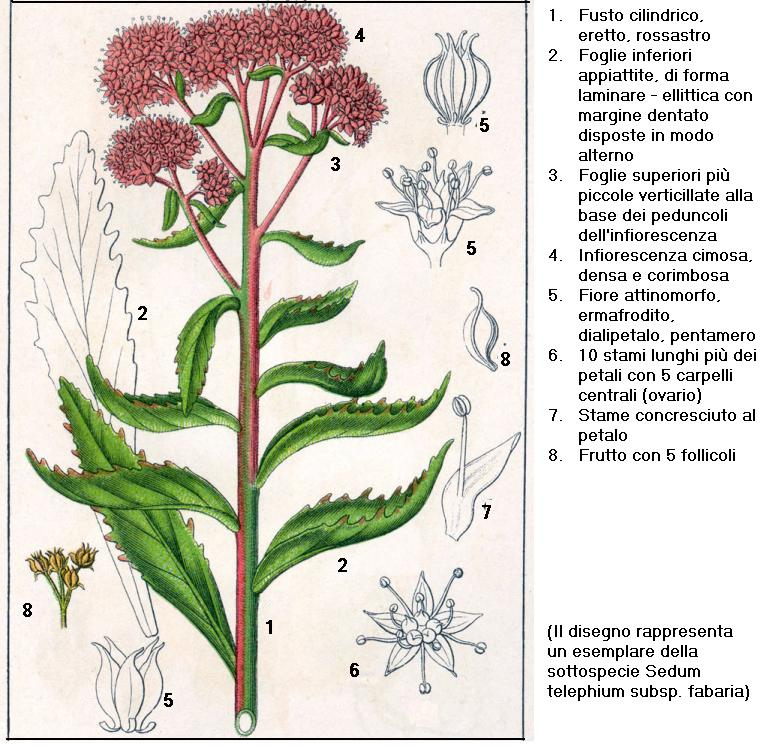
Descrizione delle parti della pianta

La forma biologica è emicriptofita scaposa (H scap) : sono piante perennanti con gemme adagiate sul suolo e con fusto fiorale allungato e normalmente con poche foglie.

### Fusto
Il fusto è eretto, cilindrico, parzialmente glabro e di colore rossastro.

### Foglie
Le foglie sono appiattite del tipo laminare – ellittico. Sono disposte in modo alterno (soprattutto quelle inferiori), opposto o verticillate  (alla base dei peduncoli dell'infiorescenza). Normalmente sono più lunghe che larghe (rapporto 2: 1). Sono brevemente picciolate, con margine seghettato. La dimensione delle foglie si riduce verso l'infiorescenza. Dimensione: 4 – 10 cm.

### Infiorescenza
L'infiorescenza è una cima densa e corimbosa. La zona ascellare dei corimbi presenta delle foglie a verticillo di ridotte dimensioni.

### Fiori
I fiori sono ermafroditi, attinomorfi, dialipetali, pentameri e peduncolati.
- Calice: il calice è formato da 5 sepali.
- Corolla: i petali, lunghi il triplo dei sepali (dimensione dei petali: 5 mm), sono pure 5 e sono purpurei (con screziature roso scuro); a maturazione l'apice dei petali diventa biancastro.
- Androceo: gli stami sono più lunghi dei petali e di colore biancastro e sono di norma il doppio dei petali (in numero di 10). I 5 stami più interni sono inseriti nei petali (concresciuti) e a volte sono connati con gli stessi per un terzo della loro lunghezza.
- Gineceo: l'ovario è formato da 5 carpelli (che poi genereranno 5 follicoli).
- Fioritura: luglio - settembre

### Frutti
Il frutto è composto da 5 follicoli.

## Distribuzione e habitat
Il tipo corologico è Eurosiberiano; è quindi una pianta originaria delle zone fredde e temperato – fredde dell'Eurasia.
In Italia cresce sui pendii umidi e ombrosi, nei prati incolti, aree montagnose anche sassose, ai margini dei boschi e sentieri sterrati.
Altitudine: 0 - 1200 m s.l.m..

## Tassonomia
Sono note le seguenti sottospecie

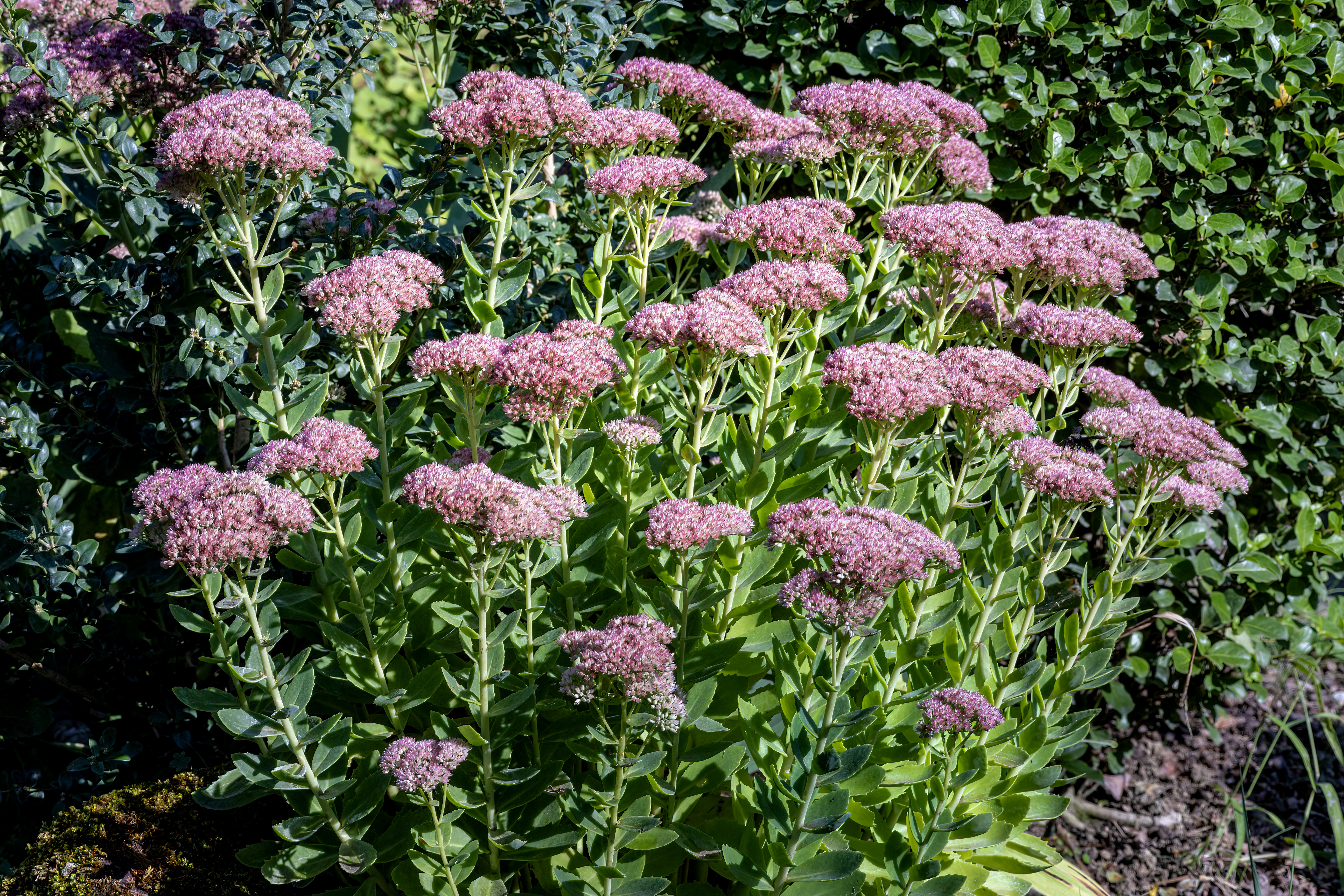
Hylotelephium telephium subsp. fabaria

- Hylotelephium telephium subsp. telephium - sottospecie nominale, le foglie superiori sono sessili a base tronca, mentre quelle inferiori sono a base acuta; i follicoli presentano un solco dorsale.
- Hylotelephium telephium subsp. fabaria (W.D.J.Koch) H.Ohba: le foglie superiori sono a base acuta e sono 3 – 5 volte più lunghe che larghe disposte in modo opposto o verticillate per tre; le foglie inferiori sono picciolate; i follicoli sono senza dorso.

### Specie simili
- Hylotelephium maximum (L.) Holub, 1978 (sin. = Hylotelephium telephium subsp. maximum (L.) H.Ohba ) – borracina massima: si differenzia per le foglie sessili (amplessicauli), per il colore dei fiori che tende di più verso il giallastro e per la produzione di pruina che nella nostra specie non avviene; inoltre è una pianta sempreverde.

## Usi

### Giardinaggio
Queste piante sono usate principalmente per decorare giardini in quanto sono stati creati diversi ibridi a svariati colori. Inoltre non presentano problemi di coltivazione in quanto sono abbastanza resistenti. In America del Nord (non dimentichiamo che la pianta è di origine eurasiatica) diverse piante sono fuoriuscite dai giardini per naturalizzarsi sul territorio circostante.